# (18728) Grammier
(18728) Grammier est un astéroïde de la ceinture principale.

## Description
(18728) Grammier est un astéroïde de la ceinture principale. Il fut découvert le 22 mai 1998 à la station Anderson Mesa par le programme LONEOS. Il présente une orbite caractérisée par un demi-grand axe de 2,69 UA, une excentricité de 0,20 et une inclinaison de 5,4° par rapport à l'écliptique.

## Compléments